# São Sebastião do Anta (kommun)
São Sebastião do Anta är en kommun i Brasilien.   Den ligger i delstaten Minas Gerais, i den sydöstra delen av landet, 800 km sydost om huvudstaden Brasília. Antalet invånare är 5 739.
Följande samhällen finns i São Sebastião do Anta:
- São Sebastião do Anta

Omgivningarna runt São Sebastião do Anta är huvudsakligen savann. Runt São Sebastião do Anta är det glesbefolkat, med 12 invånare per kvadratkilometer.